# Stopplaats Giessen-Nieuwkerk
Stopplaats Giessen-Nieuwkerk (Voor 1893 Stopplaats Kerkweg) (telegrafische code: gin) is een voormalig stopplaats aan de Spoorlijn Elst - Dordrecht, destijds geëxploiteerd de Maatschappij tot Exploitatie van Staatsspoorwegen en aangelegd door de Staat der Nederlanden. De stopplaats lag ten zuiden van het dorp Giessen-Nieuwkerk, ofwel Giessenburg. Aan de spoorlijn werd de stopplaats voorafgegaan door stopplaats Schelluinen en gevolgd door station Boven-Hardinxveld. Stopplaats Giessen-Nieuwkerk werd geopend op 16 juli 1885 en gesloten op 15 mei 1934. Bij de stopplaats was een wachthuisje aanwezig met het nummer 67. De stationschef Jacob de Jong die daar woonde, werd in 1923 vermoord.
0: Elst ·
1: Vork ·
6: Valburg ·
11: Zetten-Andelst ·
15: Hemmen-Dodewaard ·
17: Opheusden ·
21: Kesteren ·
25: Schaapsteeg ·
27: Echteld ·
33: Tiel ·
35: Tiel Passewaaij ·
37: Wadenoijen ·
41: Utrechtsche Straatweg ·
45: Geldermalsen ·
51: Beesd ·
55: Rhenoy ·
58: Leerdam ·
66: Arkel ·
Gorinchem Noord ·
71: Gorinchem ·
73: Schelluinen ·
75: Giessen-Nieuwkerk ·
77: Boven Hardinxveld ·
78: Hardinxveld-Giessendam (1885) ·
79: Hardinxveld-Giessendam (1957) ·
80: Gasfabriek ·
Hardinxveld Blauwe Zoom ·
84: Sliedrecht ·
87: Sliedrecht Baanhoek ·
90: 't Visschertje ·
91: Dordrecht Stadspolders ·
94: Dordrecht